# Huis- en hobbydierenlijst
De 'Huis- en hobbydierenlijst' is een in Nederland geldende lijst waarop staat aangegeven welke zoogdieren door particulieren zonder vergunning gehouden mogen worden. Op deze zogenaamde positieve lijst of positieflijst staan zowel inheemse als exotische dieren. De positieflijst beperkt het aantal diersoorten dat vrij kan worden aangekocht, gefokt en gehouden. In Nederland is deze lijst met toegestane zoogdiersoorten op 1 juli 2024 van kracht geworden.

## Wetgeving
Artikel 33 van de Gezondheids- en welzijnswet voor dieren vraagt om een lijst met diersoorten, die bij algemene maatregel van bestuur zijn aangewezen om te mogen worden gehouden. Op verzoek van het ministerie van Landbouw, Natuur en Voedselkwaliteit (LNV) heeft de Raad voor Dierenaangelegenheden (RDA) in de loop der jaren verschillende positief- en negatieflijsten ter advies opgesteld voor zoogdieren, vogels, reptielen, amfibieën en vissen.
Per 1 februari 2015 was de Positieflijst zoogdieren van kracht, een lijst van 100 zoogdiersoorten die geschikt geacht werden om als huisdier te worden gehouden. Deze positieflijst was gebaseerd op wetenschappelijk onderzoek van Wageningen Universiteit en kon op grond van nieuwe beoordelingen nog uitgebreid worden. Dieren die niet op de lijst staan mogen niet meer als huisdier worden gehouden. Voor bestaande gevallen gold een overgangsregeling en een registratieplicht.
Op 28 maart 2017 oordeelde het College van Beroep voor het bedrijfsleven in het voordeel van het Platform Verantwoord Huisdierenbezit die bezwaar aangetekend had tegen het besluit om blafherten (Muntiacus) en spiesherten (Mazama) niet op de positieflijst te plaatsen. Volgens het college was de positieflijst gebaseerd op advies dat onvoldoende onafhankelijk, transparant en verifieerbaar tot stand was gekomen. Het Ministerie van LNV stelde een nieuwe adviescommissie op dat in 2018 met een nieuwe beoordelingsmethode kwam. Een andere commissie zou aan de hand van deze beoordelingsmethode beoordelen welke van de 260 zoogdiersoorten die gehouden werden in Nederland, op de huis- en hobbydierenlijst konden komen. Uiteindelijk zijn in 2023 al ruim 300 zoogdiersoorten die gehouden werden in Nederland door het Adviescollege beoordeeld.

### Huis- en hobbydierenlijst (2024)
In eerste instantie werd verwacht dat op 1 januari 2024 een nieuwe huis- en hobbydierenlijst in werking werd gesteld echter dit is door de minister uitgesteld. Wie nu op 1 juli 2024 een zoogdier heeft dat niet op de lijst staat mag het houden tot het doodgaat, maar mag niet fokken met die diersoort; dit volgt uit het overgangsrecht dat tegelijk met het positeflijst-verbod gaat gelden. De positieflijst geldt voor huis- en hobbydieren, dus alleen instanties met een dierentuinvergunning of wildopvangcentra mogen die betreffende diersoorten wel houden en ermee blijven fokken. Voor anderen, dan houders die de diersoort al op 1 juli 2024 hebben of de dierentuinen, is het bezit geheel verboden. Met ingang van de lijst zullen de Landelijke Inspectiedienst Dierenbescherming (LID), (dieren)politie en de Nederlandse Voedsel- en Warenautoriteit (NVWA) controleren op het verbod.

## Huis- en hobbydierenlijst
Van de zoogdieren mogen 30 soorten worden gehouden als huis- en hobbydier vanaf 1 juli 2024:
| Soort (Nederlands)                   | Soort (Latijn)                                  |
| ------------------------------------ | ----------------------------------------------- |
| Algerijnse gerbil                    | Gerbillus nanus                                 |
| Alpaca                               | Vicugna pacos                                   |
| Bleke gerbil                         | Gerbillus perpallidus                           |
| Bruine rat                           | Rattus norvegicus                               |
| Bunzing                              | Mustela putorius                                |
| Cavia                                | Cavia porcellus                                 |
| Chinese dwerghamster                 | Cricetulus barabensis / griseus / pseudogriseus |
| Chinese waterree                     | Hydropotes inermis                              |
| Dwergrenmuis                         | Gerbillus amoenus                               |
| Ezel                                 | Equus asinus                                    |
| Fret                                 | Mustela putorius furo                           |
| Geit                                 | Capra aegagrus hircus                           |
| Goudhamster                          | Mesocricetus auratus                            |
| Grote Egyptische renmuis             | Gerbillus pyramidum                             |
| Harrington's gerbil                  | Taterillus harringtoni                          |
| Hond                                 | Canis lupus familiaris                          |
| Huiskat                              | Felis silvestris catus                          |
| Huismuis                             | Mus musculus                                    |
| Kameel                               | Camelus bactrianus                              |
| Konijn                               | Oryctolagus cuniculus domesticus                |
| Lama                                 | Lama glama                                      |
| Mongoolse gerbil (Mongoolse renmuis) | Meriones unguiculatus                           |
| Noordafrikaanse renmuis              | Gerbillus garamantis                            |
| Paard                                | Equus caballus                                  |
| Penseelstaartslaapmuis               | Graphiurus murinus                              |
| Rund                                 | Bos taurus                                      |
| Schaap                               | Ovis aries                                      |
| Varken                               | Sus scrofa domesticus                           |
| Waterbuffel                          | Bubalus arnee bubalis                           |
| Woestijnslaapmuis                    | Eliomys melanurus                               |